# 1147

## Догађаји
- Википедија:Непознат датум — Отпочео Други крсташки рат, Вендски крсташки рат
- Википедија:Непознат датум — Битка код Босре
- 1. јул — 25. октобар — Опсада Лисабона
- Рат на Балкану: Широка антивизантијска коалиција коју су чиниле Норманска краљевина, Угарска и Србија. Коалицију је подржавала и Француска, а на страни Византије био је немачки краљ Конрад III и Млетачка република. Рат је отпочео је нападима на Византију и освајањем Крфа, Коринта и Тебе. На угарском престолу тада се налазио Геза II, син Јелене и Беле, а Србијом је управљао Урош II, син Уроша I и брат Јелене и Белоша. Урош је напао суседне византијске територије. Савезничка помоћ није стигла на време те је Урош побегао у брда. Манојло разара Рас и пустоши територије до Раса, остављајући одред на челу са Константином Анђелом, Манојло наставља кроз Србију освајајући област Никаву. Након тродневне опсаде, на јуриш је заузео тврђаву Галич. Урош је за то време безуспешно нападао одељења византијске војске. Пред Манојлом се повукао. Његов двор је спаљен.

### Август
- 25. октобар – Битка код Дорилеја (1147)

### Децембар
- 24. децембар – Битка код Ефеса

## Смрти
- Википедија:Непознат датум — Блажени Игор - хришћански светитељ и кнез черниговски и кијевски.